# Trněný Újezd (Mořina)
Trněný Újezd je vesnice, část obce Mořina v okrese Beroun ve Středočeském kraji.

## Historie
První písemná zmínka o vesnici pochází z roku 1453.

## Obyvatelstvo
| Rok            | 1869 | 1880 | 1890 | 1900 | 1910 | 1921 | 1930 | 1950 | 1961 | 1970 | 1980 | 1991 | 2001 | 2011 | 2021 |
| -------------- | ---- | ---- | ---- | ---- | ---- | ---- | ---- | ---- | ---- | ---- | ---- | ---- | ---- | ---- | ---- |
| Počet obyvatel | 132  | 126  | 221  | 245  | 229  | 222  | 236  | 118  | 120  | 103  | 85   | 54   | 62   | 103  | 92   |
| Počet domů     | 19   | 21   | 24   | 28   | 29   | 31   | 36   | 50   | 39   | 34   | 30   | 35   | 39   | 48   | 51   |

## Obecní správa
Při sčítání lidu v letech 1850–1899 Trněný Újezd byl osadou obce Kuchař v okrese Hořovice. V letech 1900–1979 byl samostatnou obcí, nejprve v okrese Hořovice, od roku 1950 v okrese Beroun. Od 1. ledna 1980 je částí obce Mořina v okrese Beroun.

## Významní rodáci
- Karel Špaček (1866–1937), profesor dopravního stavitelství a rektor ČVUT